# Фурманов Борис Олександрович
Борис Олександрович Фурманов (17 грудня 1936, Сєвєродонецьк, Луганська область, Українська РСР, СРСР — 7 лютого 2022) — радянський і російський державний діяч, Міністр архітектури, будівництва та житлово-комунального комплексу Російської Федерації (1991—1992), Член Уряду РФ 1990—1992).

## Біографія
Борис Олександрович Фурманов народився 17 грудня 1936 року у місті Сєвєродонецьку Луганської області. У 1941 р. родину Фурманових було евакуйовано до селища Сєвєрський Полівського району Свердловської області.
У 1954 р. закінчив чоловічу середню школу № 7 у Первоуральську Свердловської області, у 1959 р. — Будівельний факультет Уральського політехнічного інституту за спеціальністю «промислове та цивільне будівництво».
Трудову діяльність розпочав майстром у тресті «Уралтяжтруббуд» Головсередуралбуду Мінтяжбуду СРСР.
До 1982 р. працював у будівельних організаціях Первоуральська, Нижнього Тагілу, Свердловська. Остання посада — заступник начальника Головсередуралбуду. Потім чотири роки — завідувач відділу будівництва Свердловського обласного комітету КПРС.
З 1986 р. — Заступник голови Мінтяжбуду СРСР, Мінуралсиббуду СРСР.
У 1990—1992 роках — член уряду Російської Федерації, голова Державного комітету з архітектури та будівництва РРФСР, міністр архітектури, будівництва та житлово-комунального господарства Росії.
З 1993 р. — Заступник голови Експертної ради при Президентові Російської Федерації, заступник міністра економіки Росії.
З 1994 до 2001 р. — Заступник голови Державної інвестиційної корпорації.
Нагороджений орденами Трудового Червоного Прапора (1978) та Дружби народів (1986), трьома медалями, у тому числі медаллю «За освоєння цілинних та пологових земель» (1957).
Заслужений будівельник Російської Федерації, почесний будівельник Росії, лауреат премії Ради Міністрів СРСР, почесний член Російської академії архітектури та будівельних наук, почесний член Російського науково-технічного товариства будівельників, дійсний член Академії транспортного будівництва Росії.
Винахідник, автор технічних статей з питань будівництва, член редакційної поради антології «Будівельники Росії. XX століття», редактор тома антології «Наука та науково-технічний прогрес XX століття».
Автор збірок ліричних віршів «Равновесие» (1991), «Наваждение» (1994), мемуарів «На ступеньках лестницы» (2002), «Древо» (2003), «На ступеньках лестницы. Книга вторая» (2006), «Российское НТО строителей» (2012), а також двох книг для дітей «Похождения Малопала» (2010).
З 1991 р. до 2011 р. — Президент Російського науково-технічного товариства будівельників.
Помер 7 лютого 2022 .